# كريس سيمونز
كريس سيمونز (بالإنجليزية: Chris Simmons)‏ هو ممثل بريطاني، ولد في 8 يناير 1975 في غريفزند ‏ في المملكة المتحدة.

## أعمال

### مسلسلات
- ذا بيل

## وصلات خارجية
- كريس سيمونز على موقع IMDb (الإنجليزية)
- كريس سيمونز على موقع ألو سيني (الفرنسية)
- كريس سيمونز على موقع قاعدة بيانات الفيلم (الإنجليزية)
- كريس سيمونز على موقع كينوبويسك (الروسية)